# Ekaterina Pavlovna Bagration
Ekaterina Pavlovna Bagration (in russo Екатерина Павловна Багратион?) nata Skavronskaja (Скавронская) (Napoli, 7 dicembre 1783 – Venezia, 21 maggio 1857) era la moglie del generale Pëtr Ivanovič Bagration. Fu nota per la sua bellezza, le relazioni amorose e il comportamento scandaloso.

## Infanzia
Era la figlia del Conte Pavel Martinovič Skavronskij, ciambellano della corte reale e ministro plenipotenziario a Napoli, ben noto per il suo squilibrio mentale e la straordinaria passione per la musica, e di Ekaterina von Engelhardt, nipote e allo stesso tempo favorita del Principe Grigorij Aleksandrovič Potëmkin. Fu educata alla corte dell'imperatrice Caterina II la Grande e dell'imperatrice Maria Feodorovna, moglie di suo figlio l'Imperatore Paolo I.  Successivamente diventò una damigella d'onore per l'imperatrice Maria.

## Matrimonio con il principe Bagration
Nel 1800 l'imperatore Paolo, che era ben noto per i suoi capricci, scoprì che il generale Pëtr Ivanovič Bagration, un principe della dinastia Bagration, era segretamente innamorato di Ekaterina. L'imperatore spesso combinava matrimoni fra i membri della sua corte, e un giorno al Palazzo di Gatchina improvvisamente egli annunciò che era sua intenzione partecipare al matrimonio del generale Bagration e della contessa Ekaterina Skavronskaya. La contessa si diceva che fosse innamorata del conte Peter von der Pahlen, e anche il futuro sposo rimase scioccato. Nessuno però osò discutere con il monarca, e il matrimonio ebbe luogo il 2 settembre nella cappella del Palazzo di Gatchina Palace, nei pressi di San Pietroburgo.
Questo è ciò che il generale Louis Alexandre Andrault de Langéron ebbe da dire su questa unione:
"Bagration ha sposato la giovane nipote del grande principe Potemkin. Questa sposa ricca e brillante non gli si addiceva. Bagration era un semplice soldato, con il tono e modi di uno, ed era molto brutto. Sua moglie era bianca come lui era nero, ed era bella come un angelo, brillante, la più vivace delle bellezze di San Pietroburgo; lei non sarebbe stata felice con un marito per lungo tempo".

## La "principessa errante"

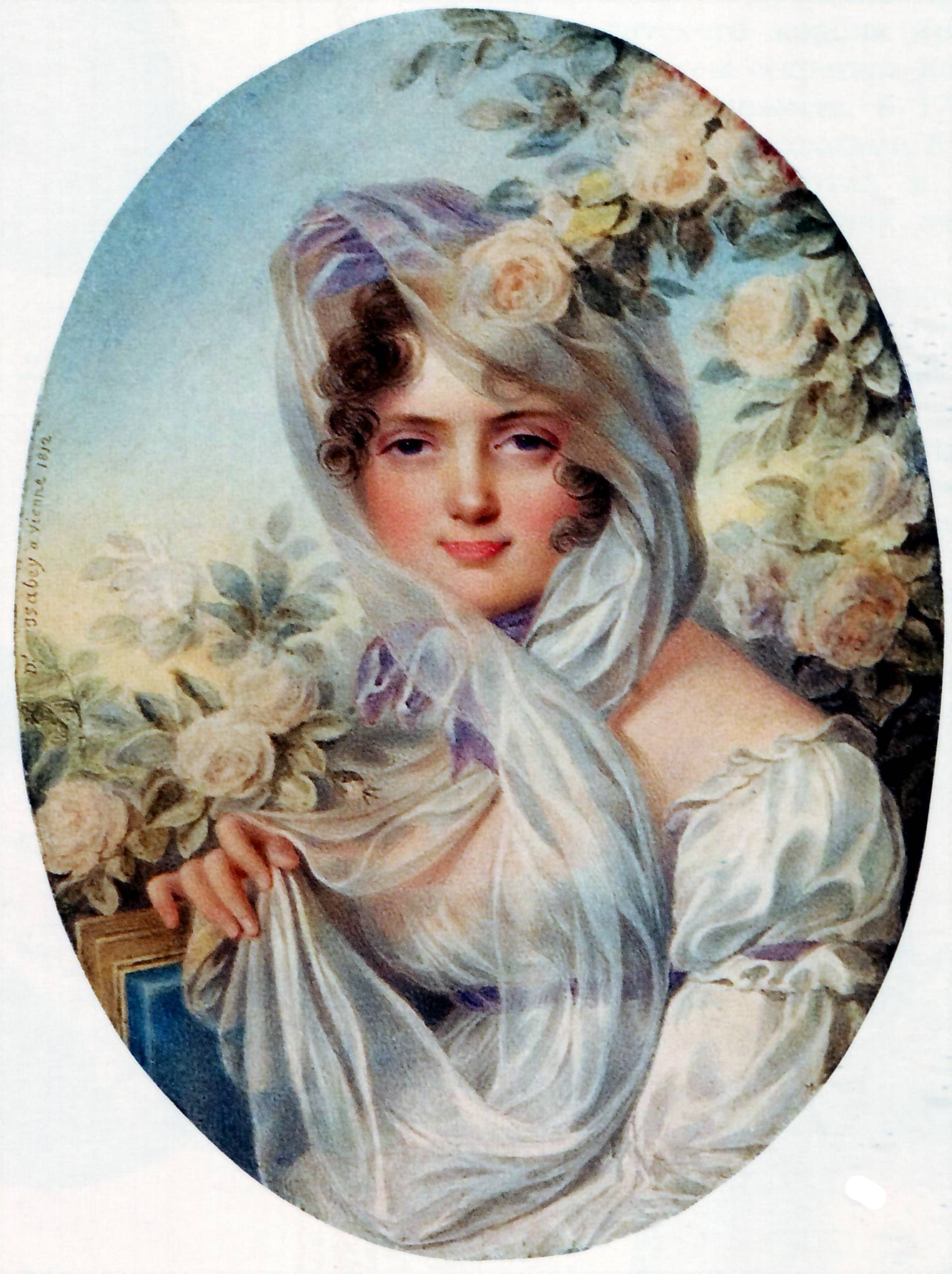
Ritratto di Jean-Baptiste Isabey (1820)

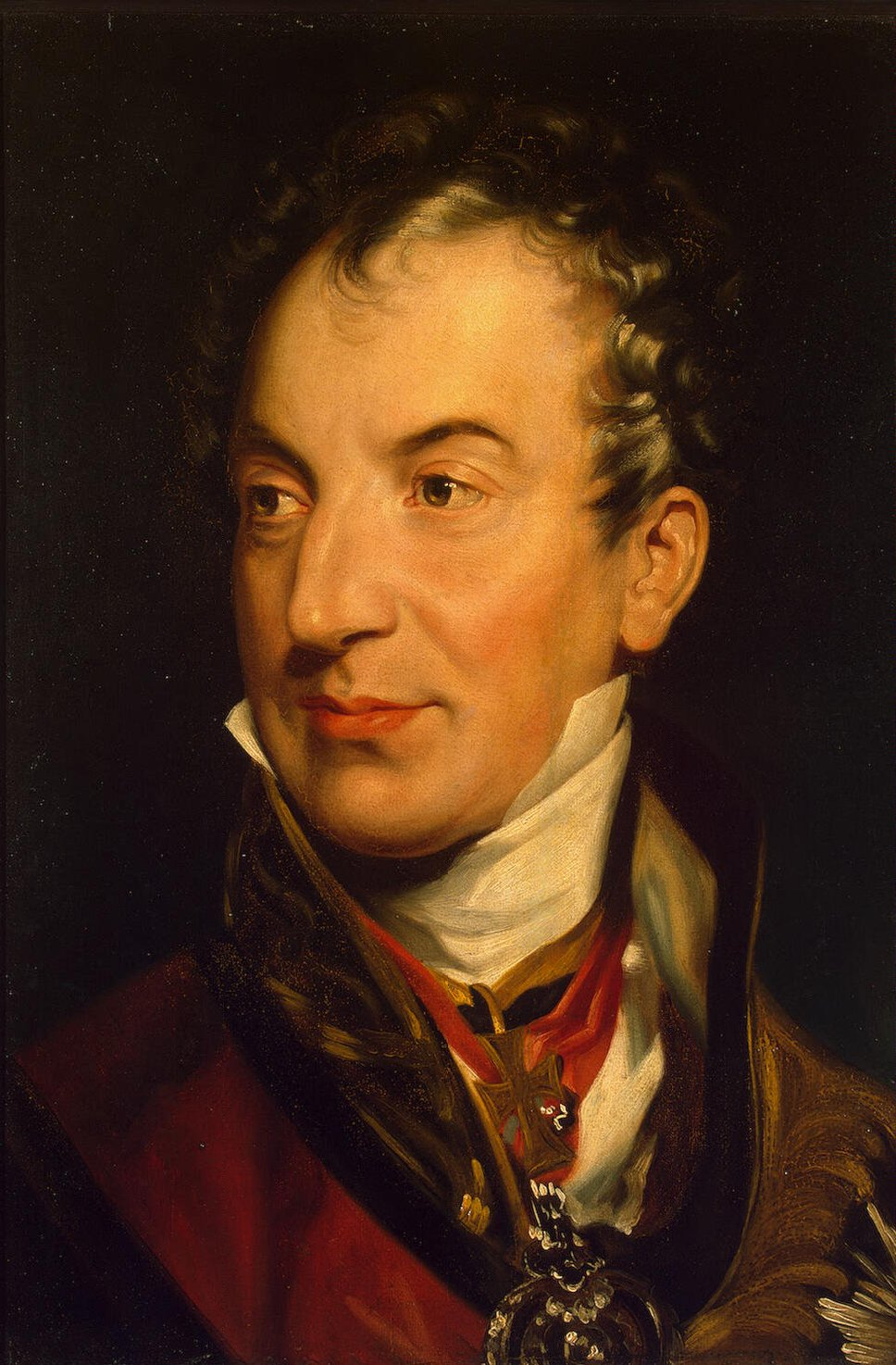
Il Principe Klemens von Metternich.

Nel 1805 la principessa finalmente ruppe con suo marito e si recò in Europa. La coppia non aveva figli. Viaggiò così a lungo che aveva una carrozza speciale realizzata, con una elegante scala che le permetteva di salire in dentro e al di fuori di esso comodamente. Aveva un letto all'interno, e tutto il bagaglio era collocato all'esterno. Chiamava la sua carrozza il suo "dormez" (дормез) o "vagone letto"; fu questo il periodo in cui diventò nota come "la contessa errante". Il principe Bagration la richiamò in Russia diverse volte, e le spediva molte lettere che persino i suoi amici cercavano di persuaderla ad andare; tuttavia rimase all'estero usando la scusa che era malata e aveva bisogno di cure mediche. In Europa la principessa Bagration aveva grande successo, e diventò ben nota nei circoli di corte. Divenne famosa ovunque e fu denominata le Bel Ange Nu per la sua passione per gli abiti trasparenti, e Chatte Blanche, per la sua sensualità senza limiti. Lord Palmerston notò nelle sue memorie che la principessa indossava solo mussola indiana traslucida, che aderiva strettamente alla sua figura. Da sua madre, invece, aveva ereditato un viso angelico, una pelle bianca alabastro, occhi azzurri, e una cascata di capelli d'oro. Anche all'età di trent'anni le fu detto che aveva ancora la pelle di una quindicenne.
Suo marito il principe, tuttavia, rifiutava di sentire una parola detta contro di lei, insistendo sul fatto che gli affari della sua famiglia erano di sua competenza; lei era sua moglie e lui doveva drizzarsi per lei. Le enormi spese per i suoi ricevimenti e vestiti smentivano le sue pretese di malattia, tuttavia egli rimase un marito generoso e continuò a pagare i suoi conti. Il principe protestò persino con la madre della principessa, che aveva cominciato a irritarsi per la stravaganza della figlia. Nel 1808, furono insignite le mogli di quei generali che si erano particolarmente distinti nella recente guerra. La principessa Bagration fu esclusa, e l'orgoglio di suo marito venne ferito. Egli sostenne che Ekaterina portava il suo nome, e che era abbastanza: "Avrebbe dovuto essere premiata, perché lei è mia moglie ...". Il principe pagò migliaia di rubli per debiti che la principessa Ekaterina aveva accumulato nel soggiorno a Vienna.
Circolarono voci circa il suo legame con il diplomatico sassone il Conte Friedrich von Schulenberg, il Principe di Württemberg, Lord Charles Stewart e altri. Goethe la conobbe a Karlsbad, e ammirò la sua bellezza; aveva appena iniziato una nuova storia d'amore con il Principe Ludovico di Baviera, che aveva posto termine al rapporto con la Principessa Eleonora di Solms-Hohensolms-Lich per lei. Il principe presto morì nella battaglia di Saalfeld in Turingia, e la principessa tornò ancora una volta a Vienna. Divenne allora l'amante dell'influente Principe Klemens von Metternich ed ebbe una figlia da lui a Vienna il 29 settembre 1810, che ella chiamò Marie-Clementine in onore di suo padre, il quale ufficialmente non riconobbe la sua paternità. La figlia visse persino con la famiglia Metternich dal 1814 fino a quando si sposò.

## Vita a Vienna
La principessa Ekaterina era una donna estremamente emancipata per la sua età, e si divertiva come un uomo, scegliendo quale uomini prendere come amanti, e quali come semplici amici. Dopo aver viaggiato per anni da una capitale europea all'altra, si stabilì a Vienna. Stabilitasi lì, la principessa trasformò la sua casa in uno dei più brillanti salotti della società, un salone anti-napoleonico decisamente filo-russo. La principessa istituì un posto diplomatico nascosto senza alcuna autorizzazione ufficiale. Il suo salone era costantemente riempito dai ricchi e famosi. Mantenne una amicizia con Goethe e corrispose con lui e Bulgakov. Si vantava che conosceva i più segreti politici di tutti gli inviati messi insieme. Sotto la sua influenza l'alta società austriaca cominciò a boicottare l'ambasciata francese. Napoleone trovò in lei un serio avversario politico. Come risultato della sua vicinanza al Principe von Metternich, fu poi in grado di convincerlo a lasciare che l'Austria si unisse alla coalizione anti-napoleonica.

## Morte del principe Bagration
Il principe Bagration, nonostante la sua età, continuò a combattere per la Russia nelle guerre napoleoniche. Infine, alla battaglia di Borodino il 26 agosto 1812, fu mortalmente ferito alla gamba; sviluppò la gangrena a causa della mancanza di trattamenti, e infine morì sedici giorni dopo il 12 settembre. Poco prima di morire aveva commissionato due ritratti da Volkov, uno per se stesso e l'altro per sua moglie. Dopo la sua morte i suoi effetti furono accuratamente ricercati; la sorella di Alessandro I, la granduchessa Ekaterina Pavlovna, era appassionatamente innamorata del principe Bagration, anche Napoleone si era proposto a lei, ma lei lo aveva rifiutato a causa del suo amore per il principe. Aveva rifiutato le sue avances perché ancora adorava la moglie Ekaterina, e la granduchessa presto sposò suo cugino Guglielmo, poi diventato re Guglielmo I di Württemberg. Le sue lettere compromettenti furono scoperte tra le sue carte, con una miniatura ovale del suo vero amore, Ekaterina.

## La fine delle guerre napoleoniche
Nel 1815 la principessa Ekaterina salutò la vittoria dell'esercito russo su Napoleone, e durante il Congresso di Vienna tenne un gran ballo in onore dell'imperatore russo Alexander I. Ella non fu solo la sua intima amica ma durante e dopo la guerra, costantemente fornì all'imperatore russo tutte le informazioni circa il clima politico europeo.
Nello stesso anno si trasferì a Parigi, dove la polizia segreta la teneva sotto sorveglianza nella sua lussuosa villa al numero 45 di Rue du Faubourg Saint-Honoré. Informatori assunti per seguire la principessa costantemente inviavano segnalazioni. Un informatore scrisse: "Questa signora è molto conosciuta nell'alta società per via della sua influenza politica e civetteria. Lunedì notte, molto tardi, andarono via due polacchi, e uno di loro, il conte Stanislas Potocki ritornò. Tali buffonate sono frequenti. .. la duchessa è molto volubile".
Ella annoverava diverse celebrità fra i suoi amici: Stendhal, Benjamin Constant, il marchese di Custine, e persino la regina di Grecia. Il cuoco della principessa per un certo periodo fu Marie-Antoine Carême, il fondatore della Haute Cuisine.